# Trần Hưng Học
Trần Hưng Học (- 1673), người xã Thanh Xuân, huyện Thanh Chương, tỉnh Nghệ An. Là tướng nhà Hậu Lê trong lịch sử Việt Nam, tước Triều Nhuận hầu, về sau được truy tặng là Nhuận quận công.

## Thân thế
Ở xã Bích Triều (nay xã Thanh Xuân), huyện Thanh Chương, tỉnh Nghệ An có một gia tộc nổi tiếng - gia tộc Trần Hưng. Gia tộc Trần Hưng có nguồn gốc từ đất Bắc, đến định cư vùng bắc huyện Hương Sơn, Hà Tĩnh và nam huyện Thanh Chương, Nghệ An từ thời Hậu Trần. Đến thế kỷ XVII, dòng họ Trần Hưng nổi lên với những nhân vật có tầm vóc lịch sử: Trần Văn Cảnh, Trần Hưng Học, Trần Hưng Nhượng và Trần Hưng Thi. Tên tuổi của các vị không chỉ là niềm tự hào của gia tộc mà còn là niềm tự hào của quê hương xứ sở.
Người khơi nguồn, tạo gốc cho gia tộc Trần Hưng ở Thanh Xuân là cụ Trần Văn Cảnh (1585 -1655). Trong Bia hậu thần có ghi lại rằng, cụ là người “phong tư cao rộng, hình dáng khôi ngô, sức khỏe hơn người, văn võ tinh thông, làm bóng che của cây cao, góp gang tấc cho ánh sáng..., lấy trung, tín, nhân hậu làm gốc để giữ mình, làm khuôn phép cho gia tộc, chứa điều thiện trong mình, nhà có thừa 
phúc đức”. Cụ từng giữ chức Cẩm Y vệ, Đô chỉ huy sứ đời Lê Thần Tôn(1623), có công với triều đình và nhân dân. Sau khi cụ mất, nhân dân 
Bích Triều và các vùng lân cận tôn cụ là Thành Hoàng, khắc bia ghi nhớ 
công ơn và tôn kính thờ phụng.
Cụ Trần Văn Cảnh sinh được 6 người con trai, trong đó có ba người con nổi tiếng thông minh, mưu lược, chí khí hơn người. Đó là Trần Hưng Học sinh năm Tân Mùi, Trần Hưng Nhượng sinh năm ất Hợi, Trần Hưng Thi sinh năm Mậu Dần (?). Được thừa hưởng tài năng, đức độ của người cha đáng kính, từ nhỏ ba anh em đều say mê học hành, khổ công rèn luyện, sớm có lòng yêu nước thương dân, trọng nghĩa khí, quyết chí phò vua giúp nước.Lớn lên trong hoàn cảnh đất nước triền miên trong chiến tranh loạn lạc, những người con của gia tộc Trần Hưng đã tập hợp được hàng trăm trai 
tráng, luyện tập võ nghệ, tăng gia sản xuất, tích trữ lương thực để bảo 
vệ quê hương. Năm 1655, chúa Nguyễn bành trướng ra Bắc, đem quân đánh 
chiếm các vùng đất Bố Chánh, Hoành Sơn, các cửa biển Kỳ La, Nam Giới và các huyện phía Nam sông Lam như Kỳ Hoa, Thạch Hà, Thiên Lộc, Nghi Xuân, La Sơn, Hương Sơn, Thanh Chương. Đi đến đâu, quân nhà Nguyễn cướp bóc 
đến đó khiến cho cuộc sống của nhân dân vô cùng điêu đứng. Căm phẫn trước những hành động bạo ngược của quan quân nhà Nguyễn, Trần Hưng Học 
cùng các em trai của mình đã chỉ huy nghĩa quân bí mật bất ngờ đánh úp 
tiêu diệt các đồn lẻ dọc sông Lam. Được sự giúp đỡ che chở của nhân dân,
nhờ thông thạo địa hình rừng núi hiểm trở và tài thao lược, nghĩa quân 
càng đánh càng mạnh, thanh thế ngày càng lớn. Chiến công và thanh thế 
của nghĩa quân làm nức lòng nhân dân và làm cho tướng lĩnh của vua Lê, 
chúa Trịnh rất cảm phục. Họ đã tiếp kiến anh em Trần Hưng Học và hợp đồng với nghĩa quân để giải phóng vùng đất bị quân Nguyễn chiếm đóng. 
Đội nghĩa binh của ba anh em Trần Hưng Học luôn luôn được cử làm đội 
tiên phong, vừa trinh sát, vừa làm nội ứng, kịp thời đưa ra những phương
án chuẩn xác góp sức cùng đại quân của triều đình giải phóng toàn bộ 
vùng đất bị quân chúa Nguyễn chiếm đóng từ phía nam Sông Lam đến Hoành 
Sơn. Từ đó nhân dân vùng Nghệ An, Hà Tĩnh, Quảng Bình thoát nạn binh 
lửa, yên ổn làm ăn, cuộc sống thanh bình trở lại. Anh em Trần Hưng Học 
cùng đội nghĩa binh được giao nhiệm vụ trấn giữ vùng giới tuyến phía 
nam.
Ghi nhận công lao to lớn của ba anh em Trần Hưng Học, Trần Hưng Nhượng,
Trần Hưng Thi, vua Lê đã ban sắc phong thăng chức và trọng thưởng. Trần
Hưng Học giữ chức Thự vệ, Trần Hưng Nhượng giữ chức Tá hiệu điền, Trần 
Hưng Thi giữ chức Chỉ huy thiêm sự.
Trong suốt thời gian cai quản vùng giới tuyến, anh em Trần Hưng Học đã 
làm hết sức mình để đưa lại cuộc sống thanh bình cho nhân dân, giúp nhân
dân làm ăn thịnh vượng. Trong lúc nhiều dự định tốt đẹp đang ấp ủ, Trần
Hưng Học không may lâm bệnh nặng và từ trần lúc mới 43 tuổi. Nhân dân 
và quân sĩ vô cùng thương tiếc vị dũng tướng tài ba đức độ quên mình vì 
nghĩa lớn. Vua Lê ban sắc phong truy tặng ông tước Nhuận quận công đại 
vương tôn thần.
Sau khi giữ yên bờ cõi phía nam, Trần Hưng Học được điều động đi dẹp 
bọn phản loạn ở Tuyên Quang và Hưng Hóa. Vùng biên giới phía bắc tạm 
yên, thì bọn giặc biển lại nổi lên phía đông bắc, vua Lê lại cử Trần 
Hưng Nhượng đi dẹp giặc. Chỉ trong vòng 4 tháng dưới sự chỉ huy của Tham
đốc tướng quân Trần Hưng Nhượng, bọn giặc bị dẹp tan, bờ cõi được giữ 
yên. Không những là vị tướng tài ba, xông pha trận mạc Trần Hưng Nhượng 
còn có nhiều đóng góp chấn hưng kinh tế nước nhà. Ông chỉ huy khai cảng 
xứ Nghệ, khơi kênh nhà Lê, khai khẩn đất hoang phát triển kinh tế cho 
nhân dân. Mặc dù tuổi cao nhưng ông vẫn xông pha nơi biên ải và tạ thế 
nơi sơn phòng lúc ông đã 75 tuổi. Nghe tin ông qua đời, vua Lê đã gửi 
sắc phong ông chức Tả đô đốc và ban tước Trung quận công.
Người con trai út của cụ Trần Văn Cảnh, tên là Trần Văn Xạ, tự Hưng 
Thi, biết noi theo cha, anh nuôi chí lớn, cùng hai người anh trai lập 
được nhiều công trạng, hai lần ông được vua Lê sắc phong. Sắc phong thứ 
nhất ghi ngày 26 tháng 9 niên hiệu Vĩnh Thọ năm thứ 3 (1660) đã ghi nhận
Trần Hưng Thi “có công phục tùng mệnh lệnh phá được trận giặc. Nay 
triều thần bàn định đồng ý gia thăng chức Phó quản lĩnh, sắc phong Trần 
Hưng Thi là Kình tiết tướng quân, Phụng Thánh vệ Thiên định trung sở, Phó quản lĩnh, Triều Lan bá hạ trật”.
Hai năm sau, năm Vĩnh Thọ thứ 5 (1662), nhờ có công lớn trong khi tiến 
đánh giặc ở Thuận Quảng, Trần Hưng Thi tiếp tục được sắc phong: “Phụng 
chỉ Khâm sai Tiết chế thủy bộ chư doanh kiêm Thống chính binh Thái úy 
Nghi quốc công, Đại nguyên soái, Chưởng quốc chính Thượng sư Tây vương 
Trịnh Căn: xếp Trần Hưng Thi vào Tả khuông quân doanh Tiền hùng đội. 
Trần Hưng Thi là một bề tôi kiên trinh trọng nghĩa, khi tiến đánh giặc ở
Thuận Quảng đã có công nhiều lần yểm kích, chém được đầu tướng giặc, 
thu được cờ mũ, ngựa tốt, khí giới. Triều thần bàn định, đồng ý gộp công
gia thăng chức Chỉ huy thiêm sự, giữ nguyên tước cũ. Nay sắc thêm tước 
hiệu Kiệt trung tướng quân, Cẩm y vệ kỳ thủ, Chỉ huy sứ ty, Chỉ huy thiêm sự, Hiển Vinh bá, thiết kị úy hạ trật”.
        Một
nhà mà có được bốn nhân vật tuấn kiệt như thế thật đáng trân trọng, tôn
vinh. Vùng đất Bích Triều vốn là chốn sơn cước, bao bọc bởi sông núi 
hùng vĩ. Đông bắc là dòng Lam giang cuồn cuộn nước, án ngự phía đông nam
là dãy Hùng Lĩnh uốn lượn mình rồng, phía tây là dãy Trường Sơn sừng 
sững. Phải chăng chốn địa linh này là nơi khởi sự của anh hùng hào kiệt,
để tỏa sáng khắp vùng đất nước và lưu danh sử sách mai sau.
Để ghi nhớ công ơn của anh em gia tộc Trần Hưng, nhân dân vùng đất Bích
Triều đã lập các đền thờ Trần Hưng Học, Trần Hưng Nhượng, Trần Hưng Thi
ở xã Thanh Xuân, huyện Thanh Chương, tỉnh Nghệ An. Hiện nay ở ba đền 
thờ này còn lưu giữ nhiều hiện vật quý giá, ghi dấu công lao to lớn của 
các ông trong sự nghiệp bảo vệ và chấn hưng đất nước. Năm 1996, Bộ
trưởng Bộ Văn hóa – Thông tin đã ký Quyết định công nhận đền thờ Trần 
Hưng Học, Trần Hưng Nhượng là Di tích lịch sử cấp quốc gia. Đây là niềm 
tự hào to lớn và là tài sản tinh thần vô giá của gia tộc Trần Hưng cũng 
như của nhân dân vùng đất Thanh Chương giàu truyền thống yêu nước. Hy 
vọng một thời gian không xa, đền thờ Trần Hưng Thi sẽ được Nhà nước xem 
xét công nhận là di tích lịch sử văn hóa để những giá trị văn hóa quý 
giá mãi mãi tiếp tục được giữ gìn cho những thế hệ mai sau.
Cha của ông là Trần Văn Cảnh (1585 - 1655), từng giữ chức Cẩm Y vệ, Đô chỉ huy sứ đời Lê Thần Tông (1623). Trong Bia hậu thần có ghi về Trần Văn Cảnh rằng:
Phong tư cao rộng, hình dáng khôi ngô, sức khỏe hơn người, văn võ tinh thông, làm bóng che của cây cao, góp gang tấc cho ánh sáng..., lấy trung, tín, nhân hậu làm gốc để giữ mình, làm khuôn phép cho gia tộc, chứa điều thiện trong mình, nhà có thừa phúc đức
Ông có các em trai là Trần Hưng Nhượng, Trần Hưng Thi đều là võ tướng của nhà Hậu Lê.

## Sự nghiệp
Năm 1655, chúa Nguyễn là Nguyễn Phúc Tần bành trướng ra Bắc, đem quân đánh chiếm các vùng đất Bố Chính, Hoành Sơn, các cửa biển Kỳ La, Nam Giới và các huyện phía Nam sông Lam như Kỳ Anh, Thạch Hà, Thiên Lộc, Nghi Xuân, La Sơn, Hương Sơn, Hưng Nguyên, Thanh Chương. Cuộc sống của nhân dân ở những vùng này vô cùng khổ cực vì loạn binh đao giữa Đàng Ngoài và Đàng Trong. Trần Hưng Học cùng các em trai là Trần Hưng Nhượng, Trần Hưng Thi tập hợp được hơn một trăm trai tráng trong vùng cùng nhau lao động sản xuất, tích trữ lương thảo và luyện tập võ nghệ, bảo vệ thôn xóm.
Quân của Trần Hưng Học dùng chiến thuật du kích đánh úp tiêu diệt nhiều đồn lẻ của quân Nguyễn dọc sông Lam. Quân nhà Nguyễn nhiều lần thu phục cũng như truy lùng nhưng không được.
Tháng 6 năm Đinh Dậu (1657), đánh trận Nam Hoa.
Tháng 9 năm Đinh Dậu (1657), đánh trận Bình Ngô.
Tháng 8 năm Mậu Tuất (1658), đánh trận Nam Hoa thượng.
Tháng 9 năm Mậu Tuất (1658), đánh trận Xuân Hoa.
Tháng 10 năm Mậu Tuất (1658), đánh trận Thanh Chương.
Tháng 12 năm Mậu Tuất (1658), đánh trận Tình Diễm (Hương Sơn).
Tháng giêng năm Kỷ Hợi (1659), đánh trận Mã Yên (Hương Sơn).
Tháng 10 năm Kỷ Hợi (1659), đánh trận Cống Đá (Hương Sơn).
Tháng 4 năm Canh Tý (1660), đánh trận Cửa Hói (Yên Ấp, Hương Sơn).
Tháng 9 năm Canh Tý (1660), đánh trận Yên Ngựa.
Tháng 11 năm Canh Tý (1660), đánh trận Bàu Hống.
Tháng 12 năm Canh Tý (1660), đánh trận Hoành Sơn).
Nhờ sự giúp đỡ che chở của nhân dân, thông thạo địa hình rừng núi hiểm trở và tài trí của Trần Hưng Học, quân của ông càng đánh càng mạnh, thanh thế ngày một lớn và làm cho tướng lĩnh của vua Lê, chúa Trịnh rất cảm phục. Họ đã tiếp kiến anh em Trần Hưng Học và kết hợp tác chiến với quân của ông để giải phóng vùng đất bị quân Nguyễn chiếm đóng.
Quân Trần Hưng Học luôn luôn được cử làm đội tiên phong, vừa trinh sát, vừa làm nội ứng, kịp thời đưa ra những phương án chuẩn xác góp sức cùng quân của triều đình Đàng Ngoài thu phục lại nhiều vùng đất bị quân chúa Nguyễn chiếm đóng ở phía nam Sông Lam.
Ghi nhận công lao to lớn của ba anh em Trần Hưng Học, Trần Hưng Nhượng, Trần Hưng Thi, vua Lê đã ban sắc phong thăng chức và trọng thưởng. Trần Hưng Học giữ chức Thự vệ, Trần Hưng Nhượng giữ chức Tá hiệu điền, Trần Hưng Thi giữ chức Chỉ huy thiêm sự.
Khi chiến tranh Trịnh - Nguyễn tạm lắng, anh em Trần Hưng Học, Trần Hưng Nhượng được Trấn thủ Nghệ An là Đào Quang Nhiêu giao cho trấn giữ nơi giáp tuyến tranh chấp của hai. Đội quân của hai ông bấy giờ lên tới ba bốn trăm người, là lực lượng quan trọng của triều đình nhà Lê trong việc trấn giữ đất đai và tiến đánh quân nhà Nguyễn.
Năm Canh Tuất (1670), trong đợt xét công kiên nghĩa, Trần Hưng Học được thăng chức Tham đốc Triều Nhuận hầu; Trần Hưng Nhượng được thăng chức Thự vệ sự Triều Hiến hầu.
Năm 1672, vua Lê Gia Tông dẫn đại quân tiến đánh phía Nam, quyết tâm thu hồi lại toàn bộ đất đai đã bị quân Nguyễn chiếm trước đây. Trong trận này, Trần Hưng Học, Trần Hưng Nhượng được lệnh làm Quản thống đội quân tiên phong. Quân Nguyễn do tướng Nguyễn Hữu Dật chỉ huy chống cự lại quyết liệt, tuy bị thiệt hại nặng nề, song vẫn giữ được phần đất đai phía Nam của nhà Nguyễn. Đây là cuộc chiến cuối cùng giữa hai miền Nam - Bắc. Từ đó trở về sau, hai phe Trịnh - Nguyễn đình chiến, lấy sông Giang làm biên giới chia cắt giữa hai miền.
Từ đó anh em Trần Hưng Học cùng đội quân của họ được giao nhiệm vụ trấn giữ, phòng thủ vùng giới tuyến phía nam.
Tháng 5 năm Nhâm Tý (1672), Trần Hưng Học cùng em trai là Trần Hưng Nhượng dẫn đội tiên phong đi đánh giặc ở Bàu Táo vùng Đông Hải.

## Ghi công
Ngày 13 tháng 11 năm Quý Sửu (1673), Trần Hưng Học mất. Triều đình nhà lê truy tặng ông chức Nhuận Quận công.
Năm 1996, Bộ trưởng Bộ Văn hóa – Thông tin đã ký Quyết định công nhận đền thờ Trần Hưng Học, Trần Hưng Nhượng là Di tích lịch sử cấp quốc gia.